# لوز ام الفحم (حسن الاسعد)
يُعد لوز أم الفحم من أجود أنواع اللوز محلياً وعالمياً, حيث تمتاز هذه النوعية بتميز طعمها وشكلها الجذاب عريض الشكل وذهبي اللون، كما أن نسبة الثمر إلى الحبة تزيد عن 60% مما يزيد من جدواها الاقتصادية. وقد كان أصل هذه الشجرة من سوريا عندما أحضرها إلى البلاد شخص يُدعى حسن الأسعد من أم الفحم وذلك في العهد التركي. وبعد زراعة عدة أشجار من هذا الصنف وبعد أن أصبحت منتجة لاحظ الفلاحون جودة نوعيتها مقارنةً بالنوع البلدي المعروف لدى الفلاحين يومها (النوع البلدي ذو القشرة الصلبة الخشابة، بنوعيه المر والحلو) فأخذ الفلاحون يأخذون التراكيب الزراعية منها لتحويل أشجارهم إلى هذا الصنف الجيد، وأخذوا ينسبون هذه الشجرة إلى صاحبها الأول حسن الأسعد مما أعطاها مع مرور الوقت اسم شجرة حسن وفيما بعد الاسم المرادف لهذا الاسم وهو اسم بلدة حسن الأسعد وهي أم الفحم. فهي تدعى اليوم شجرة لوز حسن أو شجرة لوز أم الفحم, منذ بداية سنوات الثلاثينيات وحتى أواخر السبعينات تواجدت شجرة لوز أم الفحم وزرعت فقط في منطقة أم الفحم.

## وصلات خارجية
- زراعة «اللوز» أحد أشكال الحياة في عقابا عائلات فلسطينية تمتهن العمل المنزلي لمواجهة الظروف الصعبة.